# Річард Дойл
Річард Дойл (вересень 1824 - 11 грудня 1883 р.) - ілюстратор вікторіанської епохи. Його роботи часто з'являлися в журналі Punch; він намалював обкладинку першого випуску, і продумав дизайн журналу.
Народився в Лондоні. Один з семи дітей ірландського карикатуриста Джона Дойла. Він був дядьком сера Артура Конана Дойла, автора Шерлока Холмса.